# Flughafen Valence-Chabeuil

i7
i11
i13
Der Aéroport de Valence-Chabeuil ist ein französischer Flughafen. Er liegt in der Region Auvergne-Rhône-Alpes im Département Drôme etwa fünf Kilometer östlich des Zentrums von Valence auf dem Gebiet der Gemeinde Chabeuil.
Er dient heute hauptsächlich der Allgemeinen Luftfahrt und ist Standort einiger Zulieferbetriebe der Luftfahrtindustrie. Daneben unterhalten die Heeresflieger der französischen Landstreitkräfte hier ein zirka 400 Mann starkes Zentrum zur Erprobung ihrer Luftfahrzeuge, das Groupement Aéromobilité de la Section Technique de l’Armée de Terre (GAMSTAT). Alle neuen Hubschraubertypen des französischen Heeres werden hier erprobt.

## Geschichte
Der Flughafen war vor und während des Zweiten Weltkrieges ein Militärflugplatz der Armée de l’air. Seit den 1930er Jahren war die Base aérienne de Valence-Chabeuil unter anderem Stützpunkt verschiedener fliegender Gruppen und Regional-Hauptquartier für Operationen im Alpenraum.
Nach dem Waffenstillstand im Juni 1940 verlegten die fliegenden Verbände nach Französisch-Nordafrika und die Basis wurde geschlossen.
Nach der Besetzung Vichy-Frankreichs durch die deutsche Wehrmacht wurde der Flugplatz eine Basis der Luftwaffe und war von Mai bis September 1943 Stützpunkt der Hs 126-Aufklärern und DFS 230-Lastensegler der III. Gruppe des Luftlandegeschwaders 1 (III./LLG 1). In dieser Zeit verlegte die 12. Staffel für kurze Zeit nach Italien und kam bei der Befreiung Mussolinis vom Gran Sasso zum Einsatz.
Ein weiterer Verband war das mit Ju 88A-Bombern ausgerüstete Kampfgeschwader 26. Zunächst lag hier zwischen Mai und August 1944 die II. Gruppe (II./KG 26) und im August 1944 kamen auch noch Stab und III. Gruppe (S. und III./KG 26) hinzu.
Nach der alliierten Invasion in Südfrankreich im August 1944 wurde der Flugplatz unter der alliierten Codebezeichnung Airfield Y.23 ein Stützpunkt der Twelfth Air Force der United States Army Air Forces (USAAF). Im September 1944 lagen hier die 79th Fighter Group mit ihren P-47 und die 111th Tactical Reconaissance Squadron und im September/Oktober 1944 die 23rd Photo Reconaissance Squadron. Später nutzten ihn amerikanische C-47-Transportflugzeuge.
Nach dem Krieg wurde der Flughafen erneut für einige Jahre eine Basis der französischen Luftstreitkräfte. Die militärische Nutzung wurde später durch die französischen Heeresflieger fortgesetzt. Ab September 1967 ist der Flugplatz der Standort der Erprobungsstelle für Hubschrauber, damals bezeichnet als Groupe d’expérimentation de l’aviation légère de l’armée de terre (GE ALAT). Aus dieser wurde 1972 das Groupement de l’aviation légère de l’armée de terre (GALAT) und 1987 schließlich das Groupement aéromobilité de la section technique de l’armée de terre (GAMSTAT).
Ab 1955 begann seine zivile Nutzung hauptsächlich für Luftfrachtverkehre und ein bescheidener ziviler Passagierluftverkehr begann in den 1960er Jahren, die Linie nach Paris wurde 1969 eröffnet. Im folgenden Jahr wurde eine 1800 m lange Start- und Landebahn aus Beton gebaut, die 1972 um 300 m verlängert wurde. Daneben entstand auch ein Passagierterminal.
In Folge des Beginns des Hochgeschwindigkeitsbahnverkehrs durch die französische Staatsbahn, die erste TGV-Trasse wurde 1981 zwischen Paris und Lyon eingerichtet, nahm die Bedeutung des Flughafens zu.
Nach 2007 investierte das Department Drôme 4,5 Millionen Euro, um insbesondere luftfahrttechnische Zulieferbetriebe anzusiedeln und auch die Einrichtungen für den Flugbetrieb selbst zu modernisieren.